# Giro del Lazio 1985
Il Giro del Lazio 1985, cinquantunesima edizione della corsa, si svolse il 14 settembre 1985 su un percorso di 225 km. La vittoria fu appannaggio dell'italiano Bruno Leali, che completò il percorso in 6h15'45", precedendo il danese Kim Andersen e il connazionale Alberto Volpi.
I corridori che partirono furono 144, mentre coloro che tagliarono il traguardo furono 47.

## Resoconto degli eventi
I grandi favoriti per la vittoria sono Joop Zoetemelk e Greg Lemond, ma entrambi non riusciranno ad entrare poi nell'azione decisiva di giornata. La prima fuga parte dopo 73 Kilometri con un quartetto composto da Claudio Chiappucci, Heinz Imboden, Rossi e Poels; questi avranno vantaggio massimo di 8'10", ma inesorabilmente vennero riassorbiti e l'ultimo ad arrendersi fu Imboden che venne ripreso ai -20 dal traguardo. In un finale convulso 5 uomini riescono ad evadere dal gruppo e precedere la volata: si tratta di Leali, Volpi, Prim, Andersen e Amadori; sul traguardo il biondo portacolori della Carrera-Jeans ha la meglio sul danese Andersen e su Volpi.

## Ordine d'arrivo (Top 10)
| Pos. | Corridore       | Squadra                    | Tempo    |
| ---- | --------------- | -------------------------- | -------- |
| 1    | Bruno Leali     | Carrera-Inoxpran           | 6h15'45" |
| 2    | Kim Andersen    | La Vie Claire-Wonder-Radar | s.t.     |
| 3    | Alberto Volpi   | Sammontana-Bianchi         | s.t.     |
| 4    | Marino Amadori  | Alpilatte-Olmo-Cierre      | s.t.     |
| 5    | Tommy Prim      | Sammontana-Bianchi         | s.t.     |
| 6    | Fabio Patuelli  | Lega F.C.I.                |          |
| 7    | Moreno Argentin | Sammontana-Bianchi         |          |
| 8    | Pierino Gavazzi | Atala-Campagnolo           |          |
| 9    | Silvano Contini | Ariostea-Benotto           |          |
| 10   | Claudio Corti   | Supermercati Brianzoli     |          |